# Jaume II de la Marca
Jaume de Borbó-la Marca (1370 - Besançon; 24 de setembre de 1438), noble francès, fill de Joan I de la Marca i de Catalina de Vendôme.
Com tots els seus parents, Jaume va lluitar contra Anglaterra en la Guerra dels Cent Anys.
L'any 1406 a la ciutat de Pamplona contreure matrimoni amb Beatriu de Navarra, filla del rei de Navarra Carles III.
La mort del seu pare el 1393 el va convertir en comte de la Marca i conjuntament amb la seva mare en comte de Castres, a la mort d'aquesta el 1412 va assumir definitivament el títol.
El 10 d'agost de 1415 es va casar amb Joana II de Nàpols, que li va negar el títol reial, donant-li només els títols de Príncep de Taranto i el duc de Calàbria, però les intencions del nuvi eren molt diferents: immediatament després del casament, va matar a Pandolfello Alopo i va establir el control de la cort amb funcionaris francesos de la seva confiança, obligant Joana a atorgar-li el títol de rei de Nàpols. L'arrogància del consort va despertar el descontentament dels barons napolitans. En setembre de 1416 la noblesa va desencadenar disturbis violents a la capital contra Jaume, que es va veure obligat a renunciar al títol real i tornar a França els funcionaris que garantien el control de la cort. Giovanni Caracciolo es va convertir en el nou favorit de la reina, que adquirirà en els últims anys una gran potència. Frenat en els seus efectes de poder, en 1418 Jaume II de la Marca van decidir abandonar Nàpols i retirar-se a França.
Dels seus matrimonis van néixer tres filles:
- Elionor (Burlada, 7 de setembre de 1407 - 1464), filla única del seu matrimoni amb Beatriu de Navarra.
- Isabel (1408 - 1445)
- Maria (1410 -1445)

| Precedit per: Joan I de la Marca | Comte de la Marca i de Castres 1393 - 1435 | Succeït per: Elionor de la Marca |